# Andrea Nold
Andrea Nold, amtlich Andreas, (* 28. Juli 1920 in Felsberg; † 5. März 2011 in Frauenfeld; heimatberechtigt in Felsberg und Chur) war ein Schweizer Künstler und Lehrer.

## Leben und Werk
Andrea Nold war der Sohn des Leiterehepaars des «Bürgerheims» in Chur. Nach bestandener Matura besuchte er die Kunstgewerbeschule Basel und in Paris die Académie de la Grande Chaumière und die École de Paris. Ab 1953 war Mitglied in der GSMBA.
An der Kantonsschule Frauenfeld unterrichtete Nold von 1946 bis 1986 die Fächer Zeichnen und Kunstbetrachtung. 1960 gründete er zusammen mit Heinrich Ammann, Oscar Roth und Ernst Nägeli den «Kunstverein Frauenfeld» als Nachfolgeorganisation der «Gesellschaft für Musik und Literatur».
Nolds Werke offenbaren die Wesensverwandtschaft zwischen Malerei und Musik in der Vielfalt von Farbmelodien, Rhythmen und Farbenklängen. So liess sich Ulrich Gasser von Nolds Bildern zu drei Kompositionen inspirieren. Eine davon wurde anlässlich des Schweizerischen Tonkünstlerfestes 1981 in Lugano aufgeführt.
Die Bildteppiche (Gobelins) entstanden in enger Zusammenarbeit mit seiner Frau Hedwig Rebecca, genannt Hedda, geb. Möhr, die aufgrund seiner Entwürfe kleinformatige Studien anfertigte. Anschliessend wurden die grossformatigen Bildteppiche von Barbara Gerber ausgeführt.
Die erste umfassende Retrospektive (1947–1977) wurde 1978 im «Kunstverein Frauenfeld» gezeigt, und 1988 folgte eine grosse Ausstellung in der Kartause Ittingen.
Neben Tafelbildern entstanden grossformatige Bildteppiche, Glasbildfenster und schliesslich «Dickglasbilder». 1987 erhielt Nold für das Glasbildfenster «Lebensbaum» in der Friedhofshalle Oberkirch von der Stadt Frauenfeld den Anerkennungspreis.
Den Lebensabend verbrachte Nold zusammen mit seiner Frau im Wohn- und Pflegezentrum Tertianum Friedau. Eine grosse Zahl seiner Werke finden sich in öffentlichem und privatem Besitz.